# Blast
『blast』は、かつてシンコー・ミュージック・エンタテイメントから発行されていたヒップホップ専門音楽雑誌である。月刊で毎日15日発売であった。2007年5月号を最後に休刊。
当初は『FRONT』という誌名で『CROSSBEAT』の増刊として、1994年10月15日発行。季刊から隔月刊と発行ペースが上がり、独立創刊と月刊化を機に誌名を1999年1月号より『blast』に改めた（同名の雑誌と商標権の問題があったといわれる）。
創刊から休刊まで、日本唯一のヒップホップ専門誌であった。音楽の記事だけでなく、総記的ながらグラフィティやブレイキングも扱い、専門誌でありながらもシーンにおいては総合誌の役割を果たした。
最終号には特別付録として、日本のヒップホップの未来を担うとされた5人（最終号の特集｢THE FUTURE 10 OF JAPANESE HIP HOP｣の中から選出）にDABOを加えたメンバーによるEXCLUSIVE CD(「未来は暗くない"THE NEXT" / Anarchy、サイプレス上野、COMA-CHI、SIMON、SEEDA Introduction by DABO」)が付いていた。

## 連載
- B-BOYイズム　（佐々木士郎）
- 黒寿司　（根本敬）
- 田舎の大物　（前原猛）
- ブラスト公論
- Ken-Bo's Point Of View　（DJ KEN-BO）
- The World Of Buddha Brand　（DEV LARGE）
- No Diggity
- Best Kept Secret
- Please Listen To My Demo　（大前至）
- Time Out
- Rap Bandit　（小林雅明）
- 狩人　（郷原紀幸）

## 関連人物
- 萩谷雄一
- 白石裕一朗
- 高橋芳朗
- 古川耕
- 磯部涼
- 一ノ木裕之
- 二木崇
- KARL. M
- 石島春美
- 川口真紀

## その他
藤田晋はblastの休刊を受け、個人のお金をつぎ込みヒップホップ情報サイト「Amebreak」を立ち上げ、2007年より運営を開始させた（2020年9月にサービス終了）。